# Brandwijk-Kerkhof
Brandwijk-Kerkhof ist eine mesolithische/neolithische archäologische Stätte auf einer ehemaligen Flussdüne nördlich der Maas und südlich des Rheins in den Niederlanden, die der Swifterbant-Kultur zwischen 4600 und 3630 v. Chr. zugeordnet wird. Brandwijk wurde 1991 von Annelou L. Van Gijn und M. Verbruggen ausgegraben. 
Der Platz wurde saisonal als Jäger und Sammler bzw. Fischerlager genutzt und gibt Auskunft über den Übergang in der Swifterbant-Kultur von der Jäger-und-Sammler- zu einer Kultur, die vermehrt pflanzliche und tierische Domestizierung beinhaltet. Versuche an rezenten Kulturen einen solchen (freiwilligen) Akkulturationsprozess zu beobachten waren allerdings nicht erfolgreich, darauf verweist auch die Existenz steinzeitlicher Parallelgesellschaften.

## Funde
Unter den Tierknochenfunden von Brandwijk dominieren kleine Wildsäuger und Fische, mit Einsprengungen von Hunden, Rindern, Schafen/Ziegen und Schweinen in verschiedene Schichten, was einer schleichenden Neolithisierung der Kultur, wie sie verschiedentlich vertreten wird (Ingo Bading: „4.100 v. Ztr. - Tertiäre Neolithisierung im Alpen-, Ostsee-, Nordsee- und Nordschwarzmeer-Raum“), eben so widerspricht, wie die bei neolithischen Kulturen beobachtete saisonale, eventuell temporäre Nutzung von Jagdstationen. An Wildpflanzen vertreten sind u. a. Brombeere, Holzapfel, Schlehbeere, Wasserkastanie und Weißdorn. 
Ab den auf 4220 und 3940 v. Chr. datierten Levels tauchen auch Kulturpflanzen auf, wie verkohlte Körner von Emmer (Triticum dicoccon) und Nacktgerste (Hordeum vulgare var. nudum) und unverbrannte Samen von Mohn (Papaver somniferum). Dies dürfte für die Übernahme von heimischen Kulturpflanzen in den niederländischen Feuchtgebieten darstellen. 
Obwohl klar ist, dass die Nutzer von Brandwijk während die spätere Phasen Zugang zu Kulturpflanzen hatten, ist fraglich, ob diese Pflanzen auf dem Gelände angebaut wurden. Es wurden keine Feuersteininventare mit Sichelglanz als Pflanzenrückstand und damit als Beleg für Getreideernten entdeckt. Nur ein Fragment eines Schleifsteins wurde gefunden. Andere Fundplätze am Übergang zum Pflanzenbau (hier etwa 4000 v. Chr.) sind Hazendonk und Swifterbant.

## Verzögerung der Landwirtschaft
Keramik und anderen kulturelle Besonderheiten der LBK kamen etwa 5300 v. Chr. in den Südosten der Niederlande (in den Provinz Limburg). Aber Kulturpflanzen wurden auf Swifterbant-Plätzen frühestens ab 4370 v. Chr. gefunden. Das genaue Datum ist derzeit jedoch unbekannt. Warum Ackerbau nach die Einführung durch der LBK nicht früher in den Niederländischen Feuchtlande adaptiert wurde, ist eine offene Frage. Mögliche Gründe sind: 
• 1. Umweltbedingungen in den Feuchtlande, 
• 2. die Vielzahl von Nahrungsquellen in den Feuchtgebieten machte Landwirtschaft unnötig und/oder 
• 3. kultureller und ideologischer Widerstand gegen Veränderungen. 
• 4. angesichts der wenigen Fundplätze, kann auch eine Forschungslücke das Bild verzerren.
Nachfolger der Swifterbant-Kultur sind die Hazendonk-gruppe und die Vlaardingen-Kultur. Die letztgenannte war ebenfalls als semi-agrarische Kulturgruppe im Westen der Niederlande anwesend.